# Pseudobrookiet
Het mineraal pseudobrookiet is een ijzer-titanium-oxide met de chemische formule (Fe3+,Fe2+)2(Ti,Fe2+)O5.

## Eigenschappen
Het roodbruine tot zwarte pseudobrookiet heeft een glas- tot metallische glans, een bruine streepkleur en de splijting is slecht volgens het kristalvlak [010]. Het kristalstelsel is orthorombisch. Pseudobrookiet heeft een gemiddelde dichtheid van 4,4, de hardheid is 6 en het mineraal is niet radioactief of magnetisch.

## Naam
De naam van het mineraal pseudobrookiet is afgeleid van het Griekse pseudo en het mineraal brookiet, waar het gelijkenis mee vertoont.

## Voorkomen
Pseudobrookiet is een mineraal dat wordt gevormd in jong uitvloeiingsgesteente en andere stollingsgesteentes. De typelocaties zijn de Italiaanse vulkanen Vesuvius en Etna. Het wordt ook gevonden in Sierra County, New Mexico, Verenigde Staten.